# Plecoptera trimaculata
Plecoptera trimaculata là một loài bướm đêm trong họ Erebidae.